# CyberConnect2
株式會社CyberConnect2，是一家電子遊戲開發工作室，主要以《創世紀傳說》系列聞名，同時也製作《火影忍者》系列的格鬥遊戲，以及《Little Tail Bronx》系列（例如：《貓犬協奏曲》、《蒼空騎士～飛向CODA～》）。先前曾與史克威爾艾尼克斯一起製作《Final Fantasy VII》的重製版本，但由於合作過程不順利而離開了該開發項目，之後繼續製作自己的項目並進行更友好的合作。2016年，在加拿大蒙特婁開設了一家工作室，將公司擴展到了國際市場。

## 公司簡介
1996年2月16日，松山洋與九州產業大學時期的朋友成立了有限會社CyberConnect。在第二年，1998年，發行了第一部作品《貓犬協奏曲》。次年，《Silent bomber》發行。這兩部作品並沒有獲得商業上的成功。在開發《貓犬協奏曲》之後的六個月，該公司只有一台個人電腦。 另外，除錯作業也只有少數人組成的檢查系統的人完成。 其他各種經驗也對公司的開發系統有很大影響。
CyberConnect2於2010年在日本東京開設了新的工作室，後來於2016年在加拿大蒙特婁開設了他們的第一家國際工作室。

## 開發項目
CyberConnect2現在為了新一代的遊戲機而進行兩個開發項目。首先是開放世界。第二個則是虛擬實境。

## 電子遊戲列表
| 發行日期       | 標題                                  | 平台                 | 發行商           |
| -------------- | ------------------------------------- | -------------------- | ---------------- |
| 1998年4月16日  | 貓犬協奏曲                            | PlayStation          | 萬代             |
| 1999年10月28日 | Silent Bomber                         | PlayStation          | 萬代             |
| 2002年6月20日  | 創世紀傳說//感染擴大                  | PlayStation 2        | 萬代             |
| 2002年9月9日   | 創世紀傳說//惡性變異                  | PlayStation 2        | 萬代             |
| 2002年12月12日 | 創世紀傳說//侵食污染                  | PlayStation 2        | 萬代             |
| 2003年4月10日  | 創世紀傳說//絕對包圍                  | PlayStation 2        | 萬代             |
| 2003年10月23日 | 火影忍者：木葉的忍者英雄們            | PlayStation 2        | 萬代             |
| 2004年9月30日  | 火影忍者：木葉的忍者英雄們2           | PlayStation 2        | 萬代             |
| 2005年11月23日 | 創世紀傳說//fragment                  | PlayStation 2        | 萬代             |
| 2005年12月22日 | 火影忍者 木葉的忍者英雄們3            | PlayStation 2        | 萬代             |
| 2006年3月30日  | 火影忍者：終極英雄 攜帶版 無幻城之卷  | PlayStation Portable | 萬代             |
| 2006年10月24日 | 創世紀傳說//G.U. Vol.1 再誕           | PlayStation 2        | 萬代             |
| 2007年4月5日   | 火影忍者疾風傳：終極覺醒              | PlayStation 2        | 萬代             |
| 2007年5月8日   | 創世紀傳說//G.U. Vol.2 思君之聲       | PlayStation 2        | 萬代             |
| 2007年8月28日  | 火影忍者：終極英雄                    | PlayStation Portable | 萬代南夢宮遊戲   |
| 2007年9月10日  | 創世紀傳說//G.U. Vol.3 以步行速度前進 | PlayStation 2        | 萬代             |
| 2007年12月20日 | 火影忍者疾風傳：終極覺醒2             | PlayStation 2        | 萬代             |
| 2008年11月4日  | 火影忍者疾風傳：終極風暴              | PlayStation 3        | 萬代             |
| 2009年12月10日 | 火影忍者疾風：傳終極覺醒3             | PlayStation Portable | 萬代             |
| 2010年3月4日   | 創世紀傳說//Link                      | PlayStation Portable | 萬代             |
| 2010年10月14日 | 火影忍者疾風傳：終極風暴2             | PlayStation 3        | 萬代             |
| 2010年10月14日 | 火影忍者疾風傳：終極風暴2             | Xbox 360             | 萬代             |
| 2010年10月28日 | 蒼空騎士～飛向CODA～                  | Nintendo DS          | 萬代南夢宮遊戲   |
| 2011年10月20日 | 火影忍者疾風傳：終極震撼              | PlayStation Portable | 萬代             |
| 2012年2月21日  | 阿修羅之怒                            | PlayStation 3        | 卡普空           |
| 2012年2月21日  | 阿修羅之怒                            | Xbox 360             | 卡普空           |
| 2012年2月23日  | 火影忍者疾風傳：終極風暴世代          | PlayStation 3        | 萬代             |
| 2012年2月23日  | 火影忍者疾風傳：終極風暴世代          | Xbox 360             | 萬代             |
| 2012年6月28日  | 創世紀傳說//Versus                    | PlayStation 3        | 萬代             |
| 2013年3月5日   | 火影忍者疾風傳：終極風暴3             | PlayStation 3        | 萬代             |
| 2013年3月5日   | 火影忍者疾風傳：終極風暴3             | Xbox 360             | 萬代             |
| 2013年8月29日  | JoJo的奇妙冒險：全明星大亂鬥          | PlayStation 3        | 萬代             |
| 2013年4月23日  | Shadow Escaper                        | Android              | CyberConnect2    |
| 2013年4月23日  | Shadow Escaper                        | iOS                  | CyberConnect2    |
| 2014年3月3日   | 死神彌賽亞                            | Android              | 夢寶谷           |
| 2014年3月3日   | 死神彌賽亞                            | iOS                  | 夢寶谷           |
| 2014年3月25日  | 小尾巴物語                            | Android              | 萬代南夢宮遊戲   |
| 2014年3月25日  | 小尾巴物語                            | iOS                  | 萬代南夢宮遊戲   |
| 2014年9月11日  | 火影忍者疾風傳：終極風暴革命          | PlayStation 3        | 萬代南夢宮遊戲   |
| 2014年9月11日  | 火影忍者疾風傳：終極風暴革命          | Xbox 360             | 萬代南夢宮遊戲   |
| 2014年9月15日  | 火影忍者疾風傳：終極風暴革命          | Microsoft Windows    | 萬代南夢宮遊戲   |
| 2014年10月30日 | Final Fantasy VII G-Bike              | Android              | 史克威爾艾尼克斯 |
| 2014年10月30日 | Final Fantasy VII G-Bike              | iOS                  | 史克威爾艾尼克斯 |
| 2015年3月30日  | 痛擊英雄X                             | Android              | Drecom           |
| 2015年3月30日  | 痛擊英雄X                             | iOS                  | Drecom           |
| 2015年12月17日 | JoJo的奇妙冒險：天國之眼              | PlayStation 3        | 萬代南夢宮娛樂   |
| 2015年12月17日 | JoJo的奇妙冒險：天國之眼              | PlayStation 4        | 萬代南夢宮娛樂   |
| 2016年1月8日   | 創世紀傳說//New World                 | Android              | 萬代南夢宮娛樂   |
| 2016年1月8日   | 創世紀傳說//New World                 | iOS                  | 萬代南夢宮娛樂   |
| 2016年2月4日   | 火影忍者疾風傳：終極風暴4             | PlayStation 4        | 萬代南夢宮娛樂   |
| 2016年2月4日   | 火影忍者疾風傳：終極風暴4             | Xbox One             | 萬代南夢宮娛樂   |
| 2016年2月5日   | 火影忍者疾風傳：終極風暴4             | Microsoft Windows    | 萬代南夢宮娛樂   |
| 2017年7月27日  | 火影忍者疾風傳：終極風暴三部曲        | PlayStation 4        | 萬代南夢宮娛樂   |
| 2017年8月25日  | 火影忍者疾風傳：終極風暴三部曲        | Microsoft Windows    | 萬代南夢宮娛樂   |
| 2017年8月25日  | 火影忍者疾風傳：終極風暴三部曲        | Xbox One             | 萬代南夢宮娛樂   |
| 2018年4月26日  | 火影忍者疾風傳：終極風暴三部曲        | Nintendo Switch      | 萬代南夢宮娛樂   |
| 2017年11月1日  | 創世紀傳說//G.U. Last Recode          | Microsoft Windows    | 萬代南夢宮娛樂   |
| 2017年11月1日  | 創世紀傳說//G.U. Last Recode          | PlayStation 4        | 萬代南夢宮娛樂   |
| 2020年1月17日  | 七龍珠Z：卡卡洛特                     | Microsoft Windows    | 萬代南夢宮娛樂   |
| 2020年1月17日  | 七龍珠Z：卡卡洛特                     | PlayStation 4        | 萬代南夢宮娛樂   |
| 2020年1月17日  | 七龍珠Z：卡卡洛特                     | Xbox One             | 萬代南夢宮娛樂   |
| 2021年7月29日  | 戰場的賦格曲                          | Microsoft Windows    | CyberConnect2    |
| 2021年7月29日  | 戰場的賦格曲                          | Nintendo Switch      | CyberConnect2    |
| 2021年7月29日  | 戰場的賦格曲                          | PlayStation 4        | CyberConnect2    |
| 2021年7月29日  | 戰場的賦格曲                          | Xbox One             | CyberConnect2    |
| 2021年10月15日 | 鬼滅之刃：火之神血風譚                | PlayStation 4        | Aniplex、世嘉    |
| 2021年10月15日 | 鬼滅之刃：火之神血風譚                | PlayStation 5        | Aniplex、世嘉    |
| 2021年10月15日 | 鬼滅之刃：火之神血風譚                | Xbox One             | Aniplex、世嘉    |
| 2021年10月15日 | 鬼滅之刃：火之神血風譚                | Xbox Series          | Aniplex、世嘉    |
| 2021年10月15日 | 鬼滅之刃：火之神血風譚                | Microsoft Windows    | Aniplex、世嘉    |
| 待公布         | 刀凶百鬼門                            | Microsoft Windows    | CyberConnect2    |
| 待公布         | 刀凶百鬼門                            | Nintendo Switch      | CyberConnect2    |
| 待公布         | 刀凶百鬼門                            | PlayStation 4        | CyberConnect2    |
| 待公布         | 刀凶百鬼門                            | Xbox One             | CyberConnect2    |
| 待公布         | 賽希爾                                | Microsoft Windows    | CyberConnect2    |
| 待公布         | 賽希爾                                | Nintendo Switch      | CyberConnect2    |
| 待公布         | 賽希爾                                | PlayStation 4        | CyberConnect2    |
| 待公布         | 賽希爾                                | Xbox One             | CyberConnect2    |
| 待公布         | Untitled VR game                      | 待公布               | 待公布           |

## 電影
CyberConnect2還為《創世紀傳說》系列製作了兩部電腦動畫電影。
| 發行日期       | 標題                     |
| -------------- | ------------------------ |
| 2007年12月22日 | 創世紀傳說//G.U. Trilogy |
| 2012年1月21日  | 創世紀傳說//世紀的彼方   |